# Conversations-Lexicon, eller Encyclopædisk Haandbog over de i selskabelig Underholdning og ved Læsning forekommende Gjenstande, Navne og Begreber
Conversations-Lexicon, eller Encyclopædisk Haandbog over de i selskabelig Underholdning og ved Læsning forekommende Gjenstande, Navne og Begreber er det første danske leksikon, som blev udgivet i 28 bind. Leksikonet blev redigeret af Hans Ancher Kofod. Værket udkom fra 1816 til 1828.

## Udgaver
- Conversations-Lexicon, eller Encyclopædisk Haandbog over de i selskabelig Underholdning og ved Læsning forekommende Gjenstande, Navne og Begreber. 1 : A og B. 1816
- Conversations-Lexicon, eller Encyclopædisk Haandbog over de i selskabelig Underholdning og ved Læsning forekommende Gjenstande, Navne og Begreber. 2 : C. 1817
- Conversations-Lexicon, eller Encyclopædisk Haandbog over de i selskabelig Underholdning og ved Læsning forekommende Gjenstande, Navne og Begreber. 3 : D, E, F. 1817
- Conversations-Lexicon, eller Encyclopædisk Haandbog over de i selskabelig Underholdning og ved Læsning forekommende Gjenstande, Navne og Begreber. 4 : G. 1818
- Conversations-Lexicon, eller Encyclopædisk Haandbog over de i selskabelig Underholdning og ved Læsning forekommende Gjenstande, Navne og Begreber. 5 : H og J. 1818
- Conversations-Lexicon, eller Encyclopædisk Haandbog over de i selskabelig Underholdning og ved Læsning forekommende Gjenstande, Navne og Begreber. 6 : Ka til Li. 1818
- Conversations-Lexicon, eller Encyclopædisk Haandbog over de i selskabelig Underholdning og ved Læsning forekommende Gjenstande, Navne og Begreber. 7 : Lig til Mar. 1819
- Conversations-Lexicon, eller Encyclopædisk Haandbog over de i selskabelig Underholdning og ved Læsning forekommende Gjenstande, Navne og Begreber. 8 : Mar til Myn. 1819
- Conversations-Lexicon, eller Encyclopædisk Haandbog over de i selskabelig Underholdning og ved Læsning forekommende Gjenstande, Navne og Begreber. 11 : Phi til Pot. 1820
- Conversations-Lexicon, eller Encyclopædisk Haandbog over de i selskabelig Underholdning og ved Læsning forekommende Gjenstande, Navne og Begreber. 12 : Pot til Rep. 1821
- Conversations-Lexicon, eller Encyclopædisk Haandbog over de i selskabelig Underholdning og ved Læsning forekommende Gjenstande, Navne og Begreber. 15 : Sia til Spi. 1822

| Sprog og litteratur | Spire Denne artikel om litteratur er en spire som bør udbygges. Du er velkommen til at hjælpe Wikipedia ved at udvide den. |